# Флаги союзных республик СССР
До конца 1940-х годов флаги союзных республик СССР представляли собой красные полотнища, единственным различительным признаком на которых было сокращённое название республики, выполненное золотой краской в левом верхнем углу. С середины 1930-х годов рядом с ним фигурировали серп и молот и красная звезда.
В конце 1940-х — начале 1950-х годов была проведена реформа флагов союзных республик. Постановление Президиума Верховного Совета СССР «О государственных флагах союзных республик» от 20 января 1947 года, утверждая доминирующий красный фон, серп и молот и красную пятиконечную звезду как обязательные атрибуты флагов, допускало использование других цветов и дополнительной символики, чтобы отразить национальные особенности республик. На красные флаги были добавлены цветные полосы: синие, лазоревые, голубые, белые и орнаменты. Однако в целом все флаги были выполнены по одному канону. 
Практически ни на одном флаге не было никаких дополнительных изображений, кроме цветных полос и простых орнаментов. Наиболее отступающим от канона был флаг Грузинской ССР, где серп, молот и звезда были обрамлены голубыми лучами солнца, в результате чего пришлось пожертвовать их золотым цветом как на всех остальных флагах.

### Флаги
Окончательные версии флагов союзных республик (до парада суверенитетов и распада СССР) выглядели следующим образом:

Флаг СССР (1955-1991)
Флаг РСФСР (1954—1991)
Флаг Белорусской ССР (1951—1991)
Флаг Украинской ССР (1949—1991)
Флаг Казахской ССР (1953—1992)
Флаг Узбекской ССР (1952—1991)
Флаг Грузинской ССР (1951—1990)
Флаг Азербайджанской ССР (1952—1991)
Флаг Литовской ССР (1953—1988)
Флаг Молдавской ССР (1952—1990)
Флаг Латвийской ССР (1953—1990)
Флаг Киргизской ССР (1952—1992)
Флаг Таджикской ССР (1953—1992)
Флаг Армянской ССР (1952—1990)
Флаг Туркменской ССР (1953—1992)
Флаг Эстонской ССР (1953—1990)
Флаг Карело-Финской ССР (1953—1956)

Официальных документов по поводу символики цветов флагов не было. Но опираясь на историю республик, их географическое положение и рисунки гербов можно сказать, что значения цветов были следующие:
На флаге РСФСР (от 9 января 1954 г.) вертикальная полоса у древка — синего цвета, который вместе с красным является национальным для русского народа.
На флаге Белорусской ССР (от 25 декабря 1951 г.) зеленая полоса символизирует лесные и другие растительные богатства республики, бело-красный орнамент на вертикальной полосе у древка подчёркивает национальный характер флага.
На флаге Украинской ССР (от 21 ноября 1949 г.) лазурная полоса символизирует величие и красоту народа.
На флаге Казахской ССР (от 24 января 1953 г.) лазурная полоса символизирует ясное солнечное небо.
На флаге Узбекской ССР (от 29 августа 1952 г.) голубая полоса олицетворяет воду, несущую жизнь, а белые каёмки — «белое золото», т. е. хлопок.
На флаге Грузинской ССР (от 11 апреля 1951 г.) голубая горизонтальная полоса олицетворяет Чёрное море, а голубое лучистое солнце в квадрате у древка - безоблачное небо солнечной Грузии.
На флаге Азербайджанской ССР (от 7 октября 1952 г.) синяя полоса символизирует щедрое Каспийское море.
На флаге Литовской ССР (от 15 июля 1953 г.) зелёная полоса олицетворяет зеленые дубравы республики, а белая — мир.
На флаге Молдавской ССР (от 31 января 1952 г.) зелёная полоса символизирует виноградники и леса, растительные богатства страны.
На флаге Латвийской ССР (от 17 января 1953 г.) две белые и две синие волнистые полосы изображают Балтийское море (это указано в его описании).
На флаге Киргизской ССР (от 22 декабря 1952 г.) синие полосы символизируют воды озёр, белая полоска — хлопок и снеговые вершины гор.
На флаге Таджикской ССР (от 20 марта 1953 г.) белая широкая полоса — хлопок, зелёная — сады, виноградники, изобилие растительности.
На флаге Армянской ССР (от 17 декабря 1952 г.) синяя полоса олицетворяет горное озеро Севан, озёра и реки страны.
На флаге Туркменской ССР (от 1 августа 1953 г.) голубые полосы олицетворяют водные каналы, несущие живительную влагу в пустыни.
На флаге Эстонской ССР (от 6 февраля 1953 г.) синие и белые волнистые полосы символизируют Балтийское море.
На флаге Карело-Финской ССР (от 1 сентября 1953 г.) зелёная полоса олицетворяла лесные богатства республики, а голубая — многочисленные озёра. Преобразована в 1956 году в Карельскую АССР в составе РСФСР. На его основе сделан современный Флаг Республики Карелия.

### Прочие
Описания флагов Автономных Советских Социалистических Республик (АССР) приведены в их конституциях. Расцветка и пропорции флага автономной республики соответствуют флагу союзной республики, в которую она входила, и под серпом и молотом помещена надпись золотыми буквами было написано полное или сокращенное название АССР; на некоторых флагах надпись сделана на одном-двух национальных языках и на русском языке. 
Края, области, а также более мелкие административно-территориальные единицы (автономные округа и области, районы, сельсоветы, города) собственных флагов не имели.

### После распада СССР

Беларусь
Карелия
Приднестровье
Таджикистан

С июня 1995 года Республика Беларусь использует в качестве государственного флага видоизменённую версию своего советского флага, из которого были удалены серп, молот и звезда, а орнамент изображён красным на белом фоне.
Непризнанное государство Приднестровская Молдавская Республика в качестве своего флага использует точную копию флага Молдавской ССР с серпом и молотом. 
Флаг Республики Таджикистан, принятый в ноябре 1992 года, имеет общие цвета с флагом Таджикской ССР в знак историзма и преемственности. Флаг является символом нерушимого союза рабочих, крестьян и интеллигенции; рабочих символизирует красный цвет, крестьян — зелёный, интеллигенцию — белый.
Композиция цветов также соответствует цветам флага Ирана, что обусловлено этнической, культурной и языковой близостью двух народов.
Флаг Карело-Финской ССР послужил основой для флага Республики Карелия, принятом в марте 1993 года. Красный цвет в нем символизирует пролитую кровь (на флаге КФССР красный означал принадлежность к СССР), синий — карельские реки и озера, зелёный — леса.